# Theretra turneri
Theretra turneri là một loài bướm đêm thuộc họ Sphingidae. Nó được tìm thấy ở Queensland.
Sải cánh dài khoảng 60 mm. Con trưởng thành có cánh trước màu nâu sáng với một số mác nâu đậm. Chúng có cánh dưới màu nâu.